# Zombie Army Trilogy
Zombie Army Trilogy (укр. Армія зомбі: Трилогія) — відеогра серії Sniper Elite, розроблена і видана англійською компанією Rebellion Developments 6 березня 2015 року. 

## Ігровий процес
Геймплей гри аналогічний грі Sniper Elite V2. Гравцеві пропонується боротися з ворогами здалеку зі своєю снайперською гвинтівкою або вступати в рукопашний бій. Крім цього, гра приймає більш лінійний дизайн рівнів, з меншим акцентом на стелс. Як і в V2, гравець може використовувати різні типи вибухових речовин, в тому числі стандартні гранати, міни та динаміт.

## Сюжет
Сюжет гри складається із трьох епізодів, які, в свою чергу, поділяються на 5 розділів. Перші 2 епізоди повністю повторюють сюжети ігор Sniper Elite: Nazi Zombie Army і Sniper Elite: Nazi Zombie Army 2.

### Перший епізод
У квітні 1945 року, в фюрербункері, генерал Вермахту інформує Гітлера про те, що війна програна і Берлін скоро впаде, і що капітуляція — єдиний варіант виходу з ситуації. Обурений Гітлер вбиває офіцера і заявляє, що Третій Рейх ніколи не буде переможений, після чого наказує здійснити «План Z»: воскресити померлих німецьких солдатів. Таким чином, солдати загиблі на полях битв Другої світової війни, воскресають з мертвих вже в вигляді зомбі.
Після повстання зомбі, оперативник ОСС та американський снайпер Карл Фейрберн, ветеран Червоної Армії Борис Медведєв, гауптман вермахту Герман Вольф і німецький вчений-окультист доктор Ефрам Швайгер змушені об'єднатися в покинутому селі недалеко від Берліна.
Після зачистки села від зомбі, квартет сідає у вантажівку і їде в Берлін. Однак, місто вкинуто в хаос: бомбардування зробили свою справу та ще й зомбі бродять по вулицях. Радіопередача повідомляє квартету, що зомбі збираються в сусідньому Меморіальному соборі, і четвірка їде.
У соборі вони знаходять есесівського окультного генерала, що викликає зомбі. Бійці долають генерала і виявляють тунель під вівтарем церкви. Тунель веде групу до підземного об'єкту, переповненому нежиттю. Всередині, четверо солдатів знаходять згадку про «Книгу душ» яка зберігається в Берлінській державній бібліотеці. Ця книга є окультним артефактом, який дозволяє керувати зомбі.
Виходячи з об'єкта, бійці розчищають дорогу до бібліотеки, де отримують книгу і використовують її силу проти зомбі, але швидко розуміють, що її вплив на орду мерців мізерним. Солдати вирішують втекти через U-Bahn канал, де вони вбивають іншого окультного генерала і тікають на катері.

### Другий епізод
Гітлер і генерал Вермахту знаходиться у пастці: некеровані зомбі проникли у фюрербункер і намагаються вибити двері в кабінет Гітлера. Фюрер бере невідомий артефакт і заявляє генералу, що той захистить їх, на що генерал відповідає, що потрібні всі 3 частини артефакту. Розлючений Гітлер забиває генерала до смерті, однак в кабінет вириваються зомбі і вбивають його.
Фейрберн разом із супутниками повернувся в Берлін, щоб зібрати 3 частини реліквії, яка може знищити зомбі. Перша частина знаходилась у Музеї кайзера Фрідріха, друга — у фюрербункері, а третя — у зенітній вежі за межами Берліну під охороною окультного генерала. Тим часом командування союзників вирішило провести операцію «Криваві жнива» — здійснити ядерне бомбардування Берліна і його околиць. В останню мить бійці здобули останню частину реліквії і втекли на літаку. Ядерний вибух знищив зенітну вежу, а доктор Швайгер активував реліквію, сила якої знищила велику кількість зомбі

### Третій епізод
В серпні 1945 року воскреслий як зомбі Гітлер здобув «Книгу Душ» і очолив армію зомбі.  Тим часом у центрі зруйнованого Берліна тримали оборону група вцілілих солдатів і цивільних, серед них — Фейрберн із товаришами.
Четвірка дізналась, що фюрер перебуває у східній частині Берліна. Фейрберн спробував убити Гітлера, однак той зупинив кулю прямо перед своїм обличчям. Швайгер спробував використати реліквію, однак її енергія вичерпалась. Група вирушила в Румунію, щоб забрати ключ, який перезарядить реліквію. Ключ знаходився у Фольтершлосс (нім. Folterschloss — Замок Тортур) — замку Гітлера в Карпатах. Група здобула ключ і знищила замок, в якому Гітлер використовував живих людей для живлення величезної пропагандистської машини. 
Бійці повернулися до Німеччини і проникли в штаб квартиру Гітлера — великий завод, де створювались броньовані зомбі. Там Гітлер виголосив промову перед армією зомбі, в якій озвучив свій план: знищити всіх живих людей і правити світом разом із своєю армією. Після перемоги над величезним демонічним двійником фюрера, Фейрберн кидає справжнього Гітлера в Пекло. Медведєв кидає реліквію, а Файрберн стріляє в неї незадовго до того, як вона входить в пекельний портал, вивільняючи її енергію. Квартету вдається вибратися з штаб-квартири Гітлера до того, як вона була повністю знищена.

## Вороги
- Зомбі — основний вид ворогів. Загиблі солдати вермахту, які повстали з мертвих. Більшість зомбі використовують у бою підручні предмети (лопати, гайкові ключі, ліхтарики, відірвані руки тощо), деякі — пістолети P08 або пістолет-кулемети MP-40. Деякі зомбі можуть воскреснути після смерті, якщо були вбиті не пострілом у голову. В третьому епізоді присутні зомбі, одягнені у саморобні лати: для нанесення пошкоджень необхідно спочатку відстрелити частину броні.
- Камікадзе — дуже швидкий зомбі, одягнений у камуфляж, на голові носить червону пов'язку, світиться червоним світлом. Озброєний Stielhandgranate 24, на поясі носить 2 в'язки динаміту. Присутність камікадзе видає голосний крик. Коли він наближається до гравця, кладе гранату собі в рот і підриває себе. Якщо встигнути застрелити камікадзе, він перестане світитися і вибухне через декілька секунд (вибух наносить пошкодження навколишнім зомбі), якщо ж гравець влучить у гранату чи динаміт — камікадзе вибухне одразу.
- Скелет —  живий закривавлений скелет, в грудній клітці якого є яскраве помаранчеве серце, його вразливе місце. Скелети завжди з'являються великими групами, однак гинуть від удару ногою. В п'ятому розділі другого епізоду з'являються скелети, одягнені у середньовічні лати: щоб їх знищити, необхідно розбити нагрудник пострілами, інакше удар ногою їх просто відкине.
- Суперелітний зомбі — високий зомбі, носить чорну шинель і чорний сталевий шолом. Озброєний кулеметом MG-42. Надзвичайно живучий ворог, який отримує пошкодження лише від влучань у голову або вибухів.
- Снайпер — зомбі у чорній шинелі та протигазі з яскраво-зеленими скельцями, з якого виходить чорний дим. Озброєний снайперською гвинтівкою Gewehr 43. Після пострілу снайпер змінює позицію, стрибаючи на велику відстань. У разі влучання снайпер сміється, у разі промаху — гарчить. Снайпери майже завжди діють групами, їхню позицію видають спалахи світла, яке відбивається від прицілу.
- Окультний генерал — високопоставлений офіцер СС, який володіє некромантією. Виглядає як скелет, одягнений у форму верховного головнокомандувача вермахту (модель генерала — це перероблена модель Гітлера). Генерал викликає велику групу зомбі, після знищення якої викликає нову, однак сам у бою не бере участі: він висить у повітрі, а навколо нього літають 3 черепи з коловратами на лобі. Ці черепи забезпечують генералу невразливість і лише після їх знищення можна нанести йому пошкодження. Отримавши достатню кількість пошкоджень, генерал викличе нові черепи (спочатку 6, наступного разу — 9). Після знищення першої групи черепів генерал буде викликати не тільки зомбі, але і чотирьох скелетів, а після знищення другої — суперелітних зомбі. Після смерті генерал із криком «Ні! Будь ти проклятий!» провалиться крізь землю. Після смерті генерала всі викликані ним зомбі помруть.

### Другий епізод
- Вогняний демон — високе палаюче створіння, з обгорілою шкірою, носить сталевий шолом. Демон викликає палаючих зомбі, які швидко біжать, але гинуть при контакті з гравцем чи від одного влучання. Після смерті демон вибухає.
- Некромант — генерал вермахту з перебинтованою головою, бинт закриває очі. Некроманти викликають групу із 5 зомбі, проте не беруть участі в бою і не змінюють свою позицію. Після знищення групи викликають нових зомбі. Некроманта можна вбити лише влучанням у голову, а після його смерті викликані ним зомбі не помруть.

### Третій епізод
- Зомбі з бензопилою — суперелітний зомбі з бронещитком на обличчі, озброєний великою бензопилою. Вбиває з одного удару.
- Броньований зомбі — дуже високий обгорілий зомбі, до різних частин тіла якого прибиті масивні бронепластини. Щоб нанести йому пошкодження, необхідно відстрелити пластини.
- Демонічний Фюрер — гігантський пекельний двійник Адольфа Гітлера, фінальний бос гри. В бою не бере участі, лише викликає нових зомбі. Зникає, якщо скинути у пекло скелети трьох «найгірших людей у історії» (Нерона, Єлизавети Баторій і Влада Цепеша).

## Персонажі
- Карл Фейрберн — американський снайпер, головний герой гри.
- Доктор Ефрам Швайгер — німецький вчений-окультист.
- Борис Медведєв — радянський солдат.
- Герман Вольф — гауптман вермахту.
- Бет Колман — британський снайпер, колишня художниця.
- Марі Шевальє — боєць французького Опору.
- Аня Бочкарьова — радянський снайпер.
- Ганна Шульц — німецька домогосподарка. Одягнена у форму генерала вермахту, який вбив її чоловіка і дітей.

## Зброя

### Снайперські гвинтівки
- Springfield M1903
- M1 Garand
- M1 Carbine
- Mauser 98k
- Gewehr 43
- Lee-Enfield Mk.4
- Гвинтівка Мосіна
- СВТ-40
- Тип 99

### Додаткова зброя
- Thompson M1A1
- MP-40
- StG-44
- Пістолет-кулемет Блискавка
- ППШ-41
- Winchester M1897

- Двоствольна рушниця «Проповідник»
- Панцерфауст

### Пістолети
- Пістолет Токарєва
- P08
- Colt M1911A1
- Webley Mk. 6

## «Пасхальні яйця»
- Коли гравці відкриють вхід у Берлінську державну бібліотеку, пролунає дитяча пісенька-лічилка, схожа на пісеньку з фільму «Кошмар на вулиці В'язів».
- На кухні Фольтершлосса в одному із холодильників є скелет в шкіряній куртці і капелюсі, з револьвером та мотузкою. Це посилання на Індіану Джонса.
- У Фольтершлоссі висять портрети історичних постатей, які прославились надзвичайною жорстокістю: Калігула, Нерон, Аттіла, Чингісхан, Влад III Дракула, Томас Торквемада, Єлизавета Баторій, Максиміліан Робесп'єр, Леопольд II і Мехмед Талаат-паша.
- В останньому розділі гри, «Армія темряви», є підземний склад, дуже схожий на склад Зони 51 із серії фільмів про Індіану Джонса. Також, якщо підійти близько до вікон складу, можна почути саундтрек з фільму «Індіана Джонс: У пошуках втраченого ковчега».
- Назва ігрового досягнення «Хороший, поганий... Я хлопець із рушницею.» (вбити 50 супер-елітних зомбі) — цитата з фільму «Армія темряви».
- В якості ігрових персонажів доступні герої ігор серії Left 4 Dead.

## Відгуки
Гра отримала середні та змішані відгуки професійних критиків. Станом на 14 квітня 2023 року гра отримала дуже схвальні відгуки в Steam.